# 広島平野

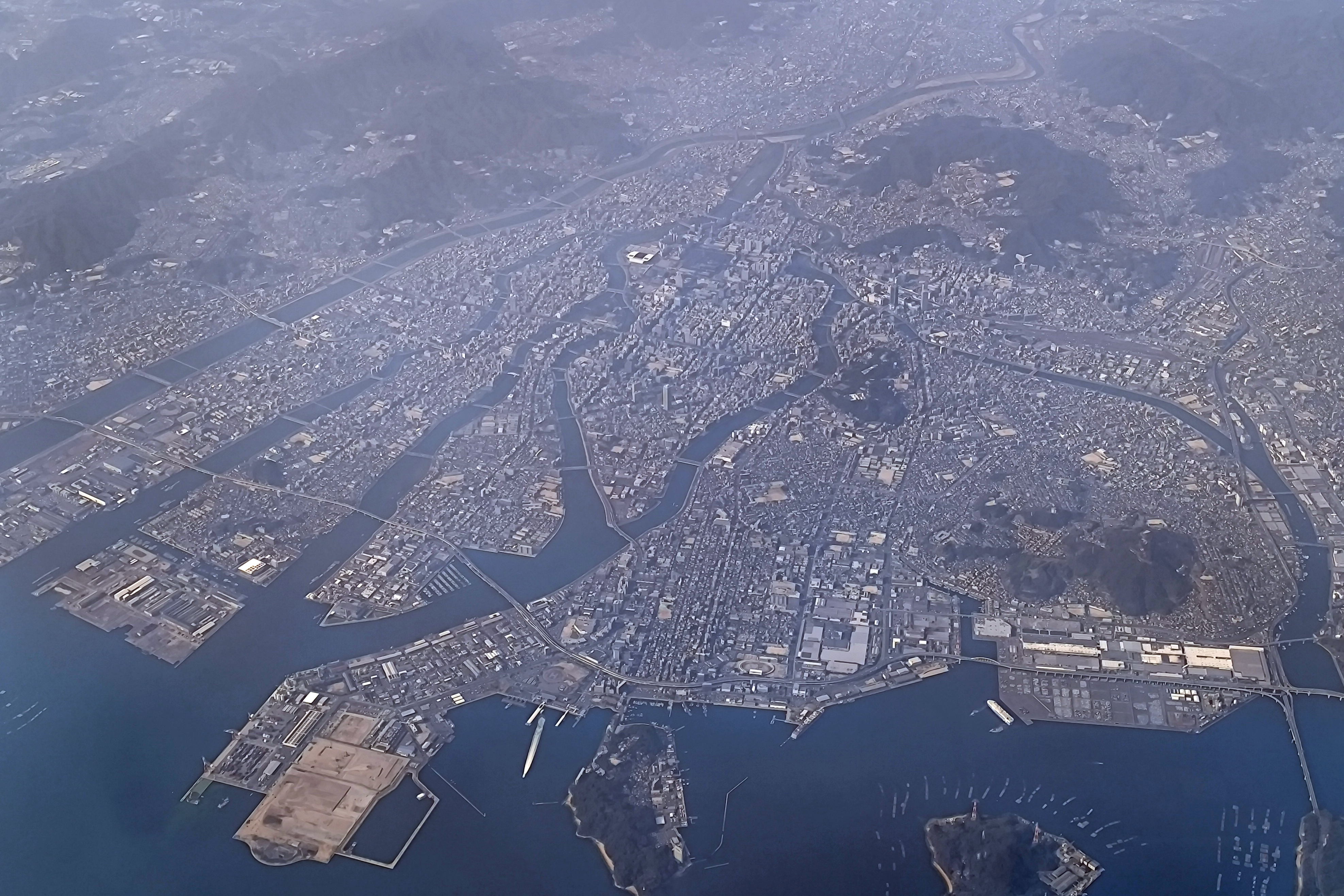
広島平野（2025年3月）

広島平野（ひろしまへいや）は、広島県南西部、広島湾の最奥に広がる平野。太田川によって形成された沖積平野である。（広義には、八幡川・瀬野川河口の平野も含める）
全域が広島市内にある。

## 地理
太田川放水路と旧太田川（本川）の分岐点を境に、北部と南部に分かれる。北部は、新興住宅地と農地が混在しており、地元の伝統野菜・広島菜の産地である。南部は、三角州の典型として知られ、広島市の中心市街地となっている。

### デルタ

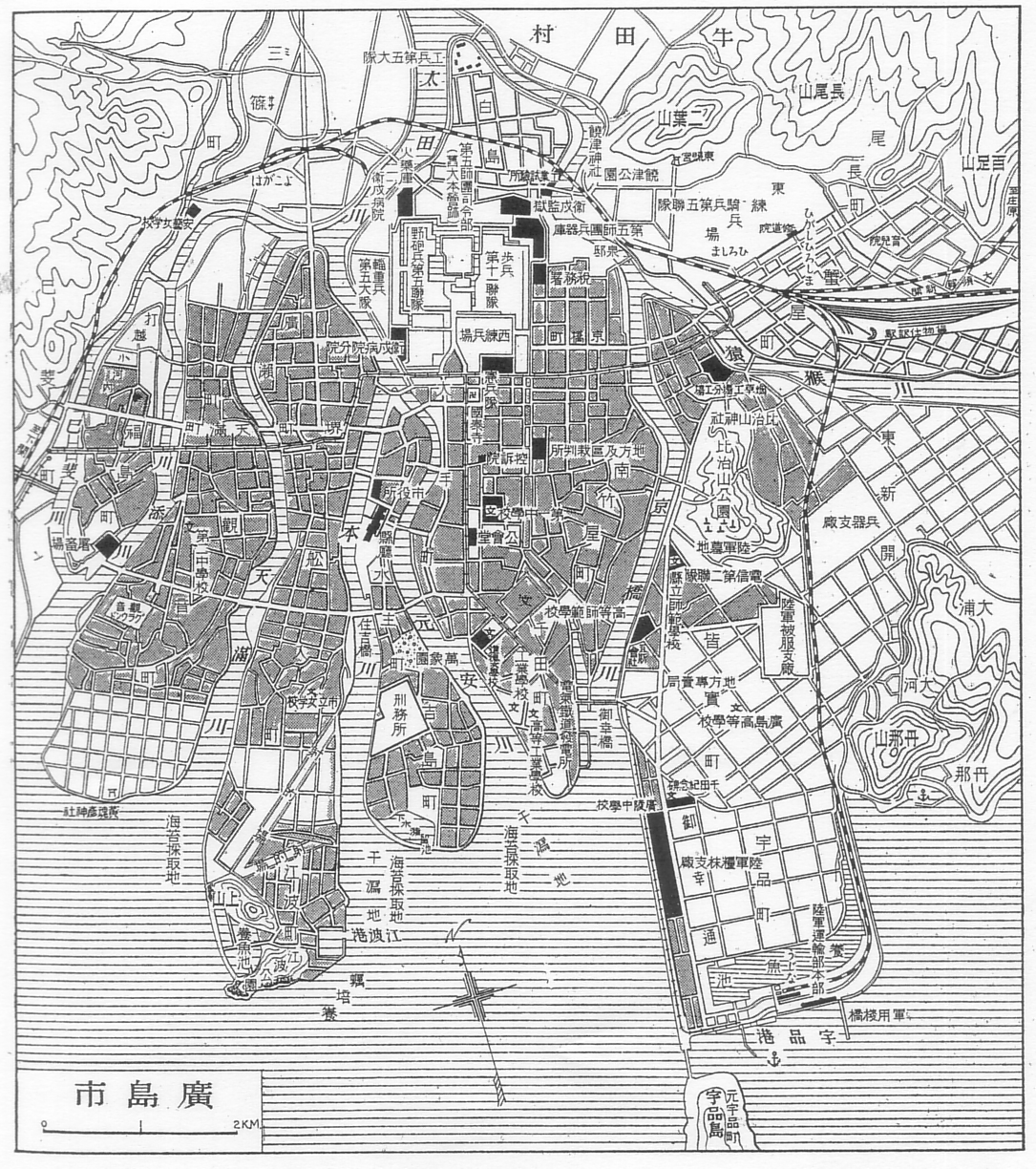
1930年頃（昭和5年頃）の広島地図。

広島平野の三角州（デルタ）は太田川により形成された。太田川デルタ、あるいは広島デルタと呼ばれる。

### 河川
広島デルタを形成した太田川とその派川（分流）は、もとは西から順に山手川（己斐川）・福島川（川添川）・天満川・太田川・元安川・京橋川・猿猴川の7河川であったが、治水のため西端の山手川を拡幅して太田川放水路が開削され、福島川は埋め立てられた。現在は下記の6河川となっている。西から順に：
- 太田川放水路（太田川・本流）
- 天満川
- 旧太田川　通称は本川（ほんかわ）
- 元安川
- 京橋川
- 猿猴川

### 干拓

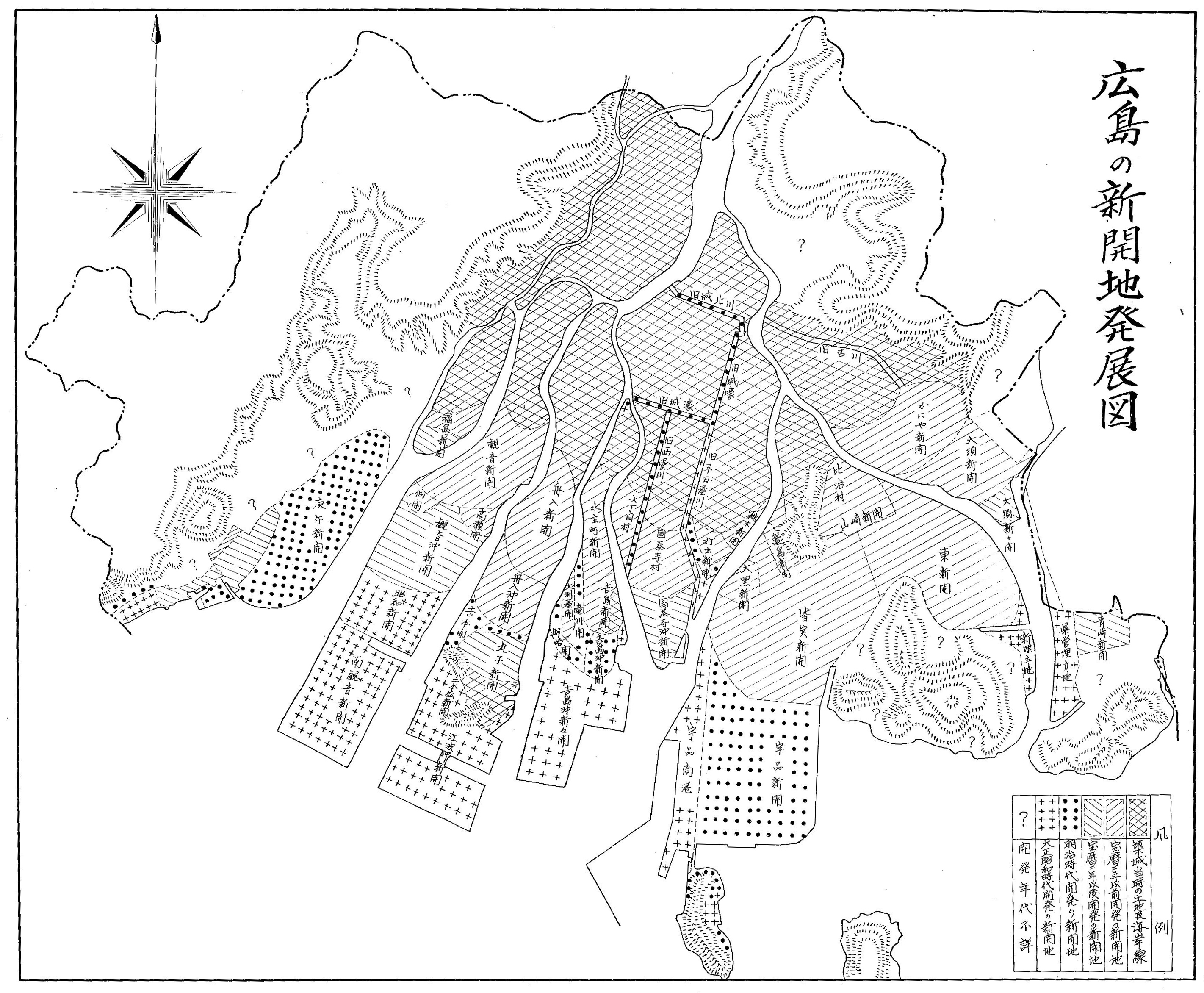
広島の新開地発展図。『概観広島市史』（1955年）巻末図。

この三角州の南に広がる海では江戸時代から自然の砂州を基礎にした干拓事業がすすめられ、「新開」の地は南側方向に拡大していった（広島の新開地発展図参照）。

## 治水

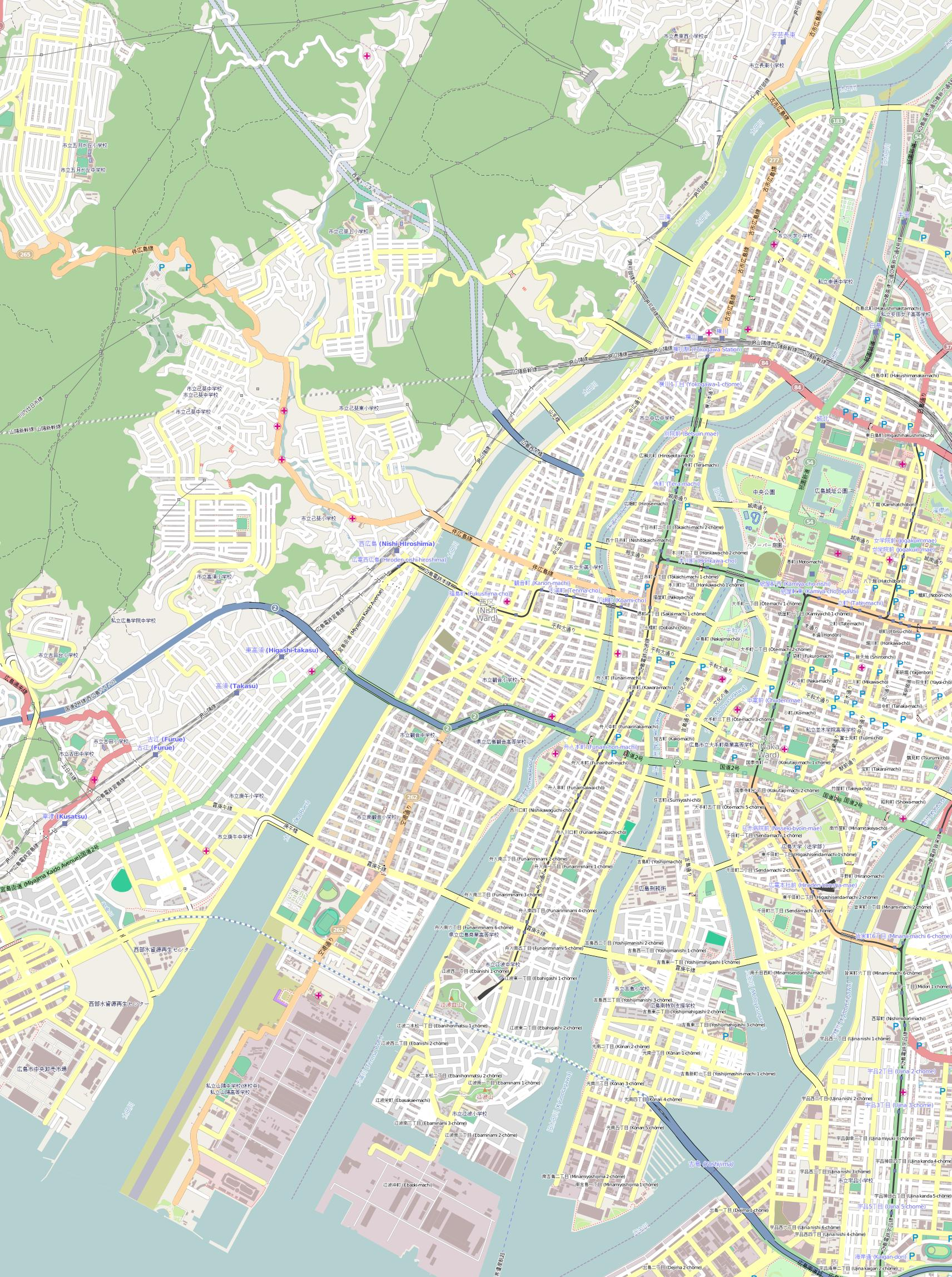
太田川放水路（図は2013年時点）

南部の三角州地帯、特に広島城より南の部分は、江戸時代以降の埋立地であるため標高が低く、度々洪水に見舞われていたが、1967年に太田川放水路が整備された後は、市街全域が冠水するような洪水は起きていない。
ただし、海岸に近い上に標高がとりわけ低い、南区の宇品地区、および中区の舟入南・江波地区は、今日でも大雨や高潮時に道路の冠水が起こることがある。

## 交通
古くから畿内と九州を結ぶ東西の要所として重要な交通路が通過している。また、内陸部への重要な交通路の基点ともなっている。
- 中世 - 山陽道
- 近世 - 山陽道、出雲街道
- 近代以降
  - 鉄道 - 山陽本線、呉線、可部線、芸備線、山陽新幹線
  - 国道 - 国道2号、国道31号、国道54号
  - 高速道路 - 山陽自動車道、広島自動車道
  - 空港  - 広島西飛行場（1993年まで広島空港）
  - 港湾　- 広島港

## ギャラリー

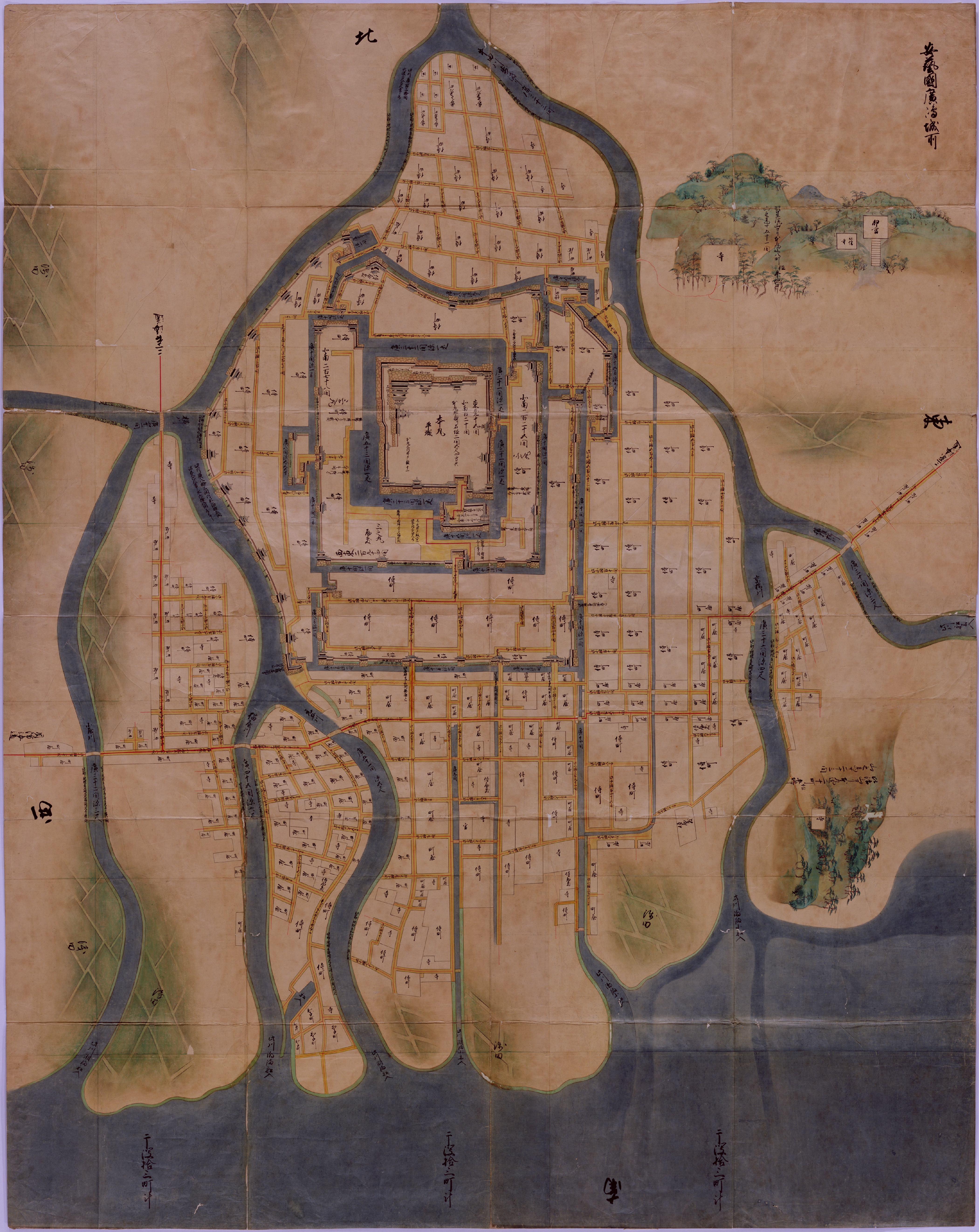
1644年　正保城絵図『安芸国広島城所絵図』。
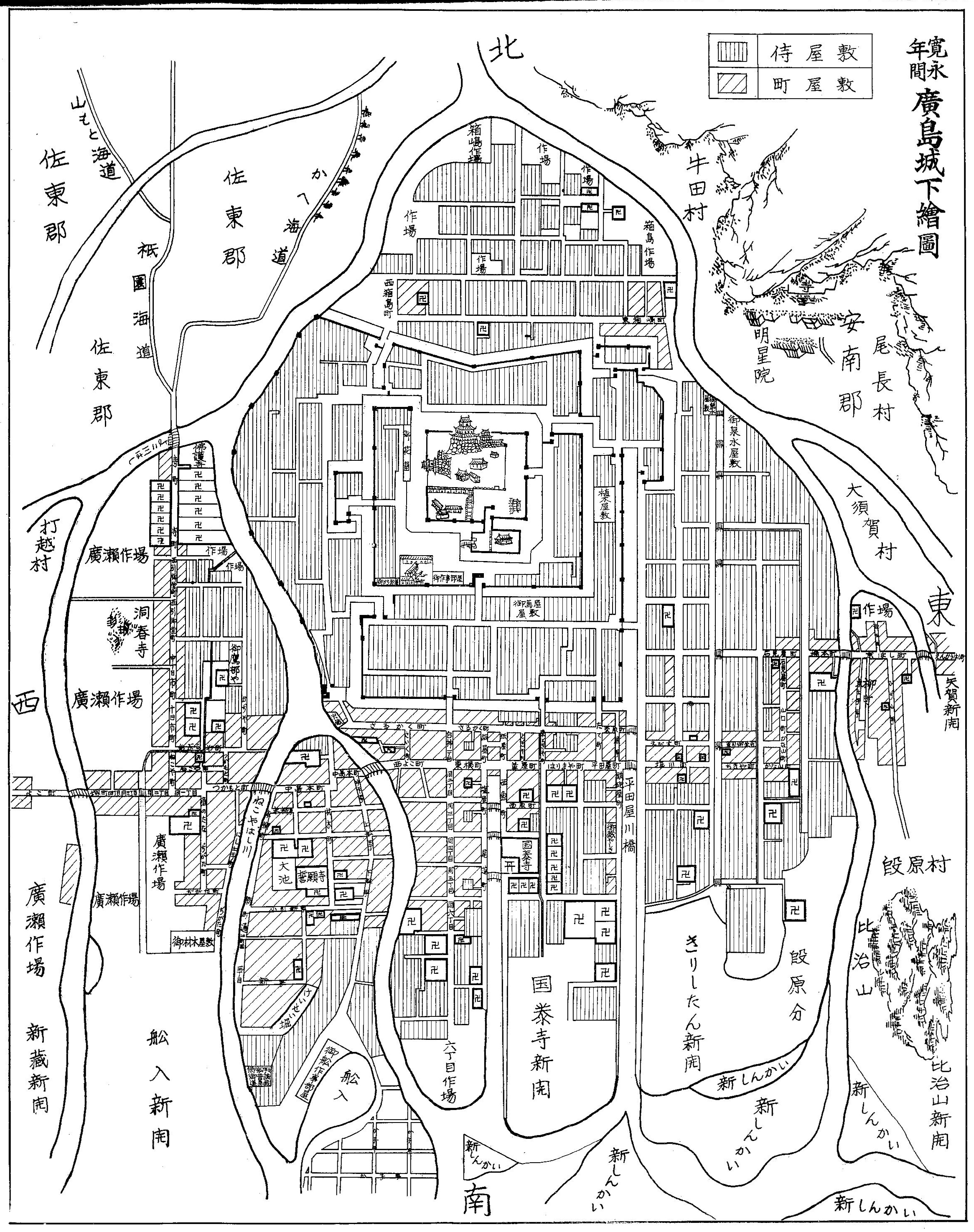
寛永年間（1624年-1645年）広島城下絵図。
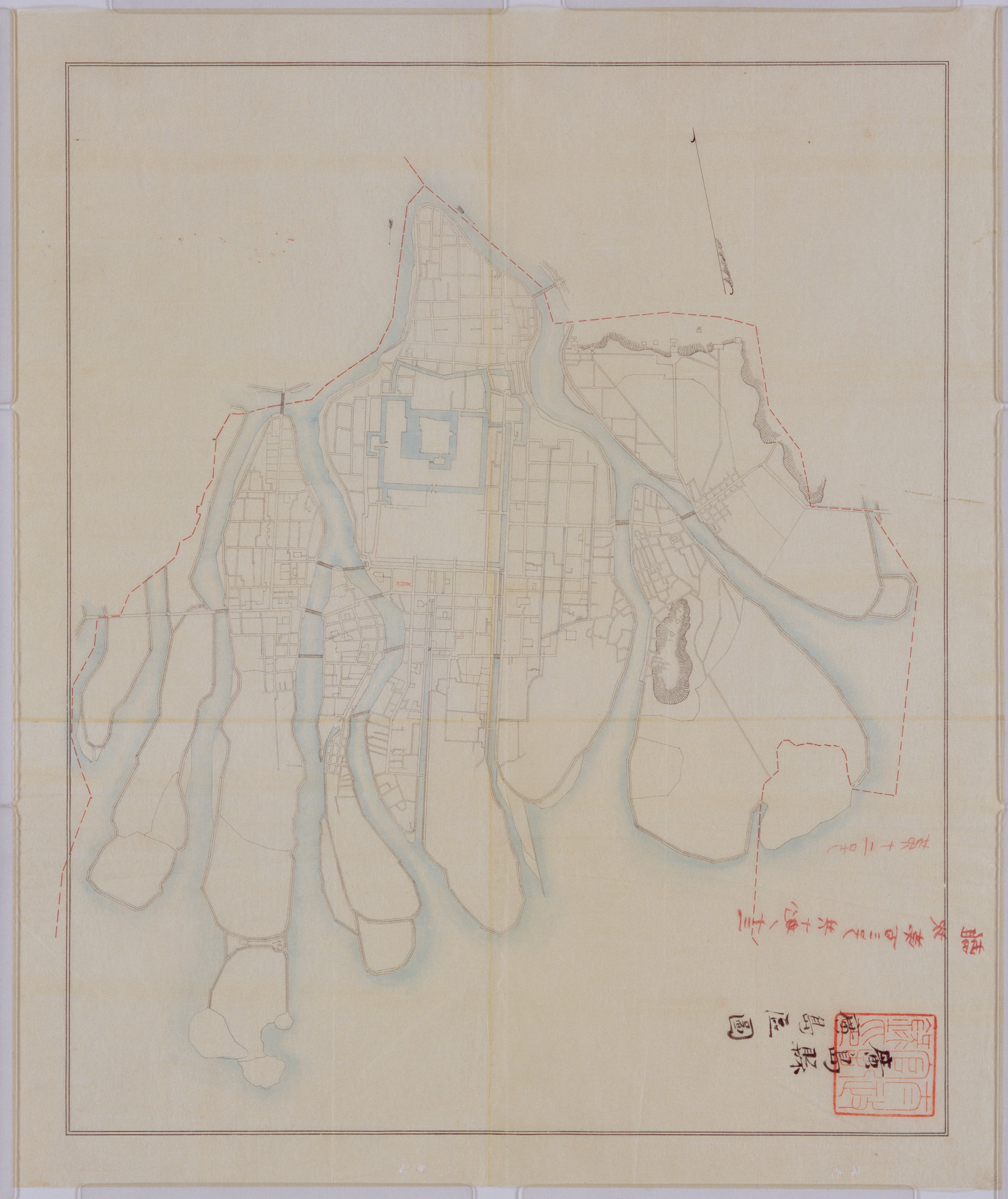
1880年（明治13年）の広島市地図。
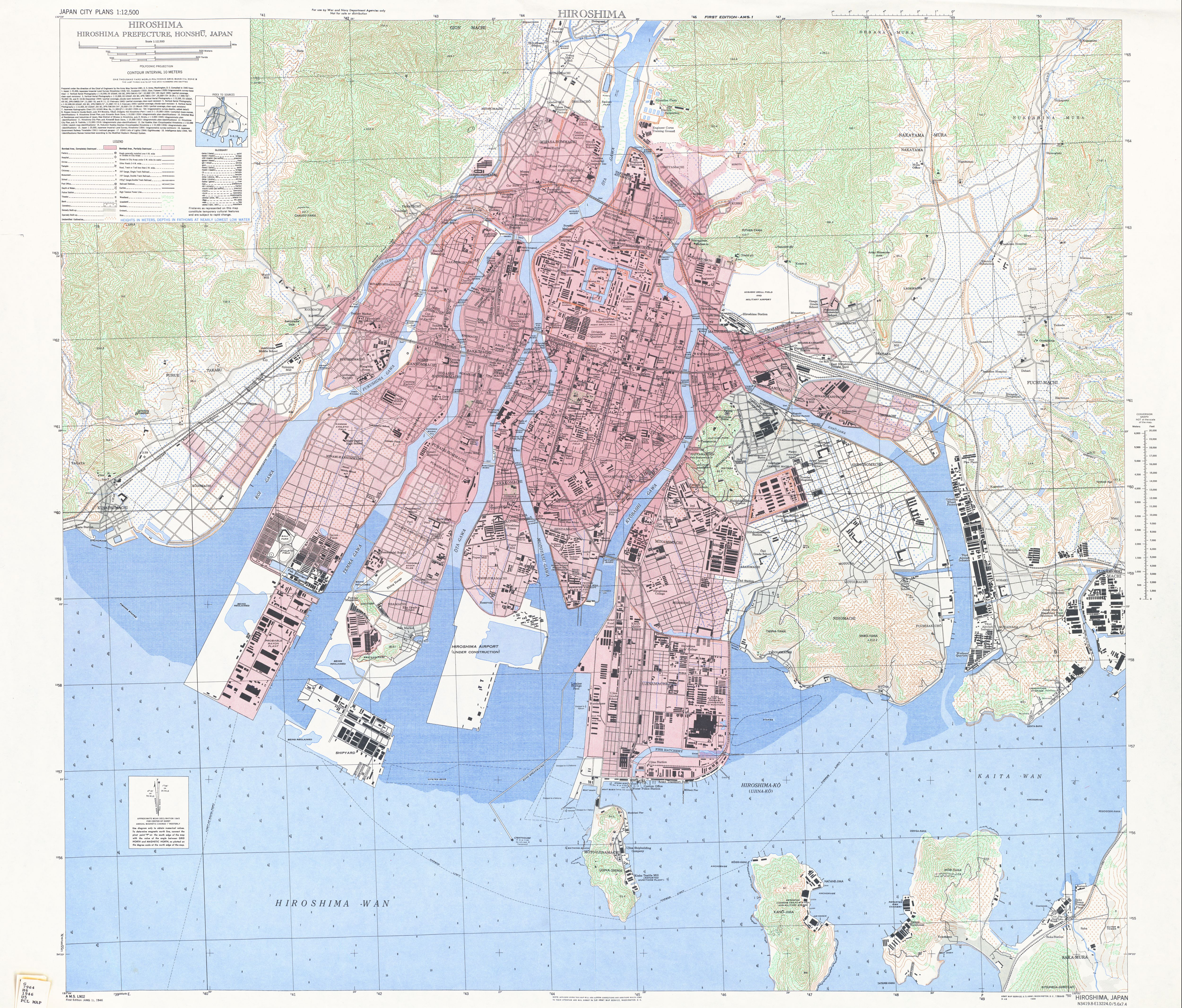
1945年の広島市地図。米軍作成。